# Antoine, I conte de Noailles
Antoine de Noailles, I conte di Noailles (1504 – 1562), è stato un nobile, ammiraglio e diplomatico francese.

## Biografia
Diventò ammiraglio di Francia nel 1547 e fu ambasciatore in Inghilterra per tre anni (1553–1556), mantenendo una rivalità, coraggiosa ma senza successo, con l'ambasciatore di Spagna Simon Renard.
Antoine era il maggiore di tre fratelli che servirono come diplomatici francesi. Essi erano tre dei 19 figli di Louis de Noailles e Catherine de Pierre-Buffière.
I suoi fratelli Gilles e François erano sacerdoti. Sua moglie fu Jeanne de Gontaut che, dopo la morte di Antoine, diventò dama di compagnia di Caterina de' Medici.